# Lloy Ball
Lloy James Ball (Woodburn, 17 de fevereiro de 1972) é um jogador de voleibol dos Estados Unidos.

## Biografia
Seu pai, Arnie Ball, é treinador de vôlei há muito tempo, e foi quem realmente guiou Lloy no jogo que o fez quem ele é hoje.
Ele começou a treinar muito cedo, aos 4 ou 5 anos, e recusou várias ofertas de bolsas escolares para jogar basquete (incluindo uma de Bobby Knight na Universidade de Indiana) para jogar vôlei. Como não havia vôlei nas escolas de Indiana, Ball apenas jogava no verão.
Em 1988 ele teve sua primeira experiência na seleção norte-americana. Scott Fortune torceu seu tornozelo, então o treinador da equipe nacional, Bill Neville o convocou para ir com o time para o Japão. Lloy Ball se tornou o jogador mais novo a jogar com a seleção dos Estados Unidos.
Por 14 anos, Ball foi levantador e capitão da seleção norte-americana, aposentando-se da mesma, em 2008. Participou de quatro Olimpíadas (1996, 2000, 2004 e 2008). Nomeado como melhor levantador do mundo em 1999.
Lloy Ball jogou com seu pai na University-Purdue University Fort Wayne, em Indiana, por quatro anos; três anos com o Toray Arrows, na Liga Profissional Japonesa; quatro anos com o Modena, no melhor campeonato de voleibol do mundo, a Itália, e dois anos no Iraklis Salonique, Grécia.
Ball foi eleito o MVP e o melhor levantador da Liga Mundial de Voleibol de 2008.
Lloy Ball levou a Seleção Norte-Americana ao terceiro ouro nos Jogos Olímpicos em Pequim 2008.